# Françoise Yip
Françoise Fong-Wa Yip (葉芳華) (North Vancouver, Columbia Británica, 4 de septiembre de 1972) es una actriz canadiense.

## Biografía
Yip nació en North Vancouver, Columbia Británica, Canadá, y fijó su residencia en Toronto. Su padre es chino, y su madre francesa. A una edad temprana Yip comenzó a estudiar piano y danza o baile, pero fue el piano en el cual ella sobresaldría. Aunque ganó muchos premios, competiciones y la gloria, renunció a la oportunidad de estudiar música a tiempo completo para perseguir un grado en la ciencia política. Fue durante sus años en la universidad que, gracias al impulso de un amigo, Yip comenzó a modelar. A pesar del temprano éxito, su carrera como un modelo no duró mucho tiempo, ya que la trasladó al terreno de la interpretación. 
Sus papeles más conocidos son las muchachas malas redimibles en películas cinematográficas como Rumble in the Bronx junto al actor Jackie Chan y Black Mask junto a Jet Li. Ha actuado también en series como Andromeda o Blood Ties, o en otras películas como Romeo Must Die o Aliens vs. Predator: Requiem.

## Filmografía
- The King of Fighters (2010) - Chizuru
- Motherland (2009) - Raffi Tang
- Dim Sum Funeral (2008) - Victoria Xiao
- Aliens vs. Predator: Requiem (2007) - Ms. Yutani
- Edison Force (2005) - Crow
- The Deal (2005) - Janice Long
- Alone in the Dark (2005) - Agente Cheung
- Blade: Trinity (2004) - Virago
- A Beachcombers Christmas (2004) (TV) - Constable Kelly Mah
- Smallville (2003) Serie de televisión - Dra. Teng
- Jeremiah (2003) Serie de televisión - Rachel
- The New Beachcombers (2002) (TV) - Constable Kelly Mah
- Flatland (2002) Serie de televisión - Amy Lee
- Mindstorm (2001) - Newscaster
- The Pledge (2001) - Camarera en el aeropuerto
- Cabin Pressure (2001) (TV) - Tammy
- Witness to a Kill (2001) - Kirsten Lee
- Wolf Lake (2001) (TV) - Reportera
- Lunch with Charles (2001) - Cora
- Special Delivery (2000) (TV) (no acreditada) - Auxiliar de vuelo
- Freedom (2000) Serie de televisión - Jin
- RoboCop: Prime Directives (2000) Miniserie - Lexx Icon
- Romeo Must Die (2000) (acreditada como François Yip) - Motorcycle fighter
- A Good Burn (2000) - Koa
- Futuresport (1998) (TV) - Kashi
- Earth: Final Conflict (1997) (TV) "Heroes & Heartbreak" - Beverly Wu
- Web of Deception (1997) - Fion Wong
- Enjoy Yourself Tonight (1997) - Susan
- Black Mask (1996) - Cailyn/Mei Lin
- Mr. Mumble (1996) - Saeko Nogami/Yachi
- How to Meet the Lucky Stars (1996) - Françoise
- Invitation to Die (1996) - Wai
- On Fire (1996) - Françoise Yip
- Rumble in the Bronx (1995) - Nancy
- Fighting for My Daughter (1995) (TV) - Novia
- Infatuation (1995) - Maggie
- Two Impossible Films (1995) - Johann Woo